# Adungu

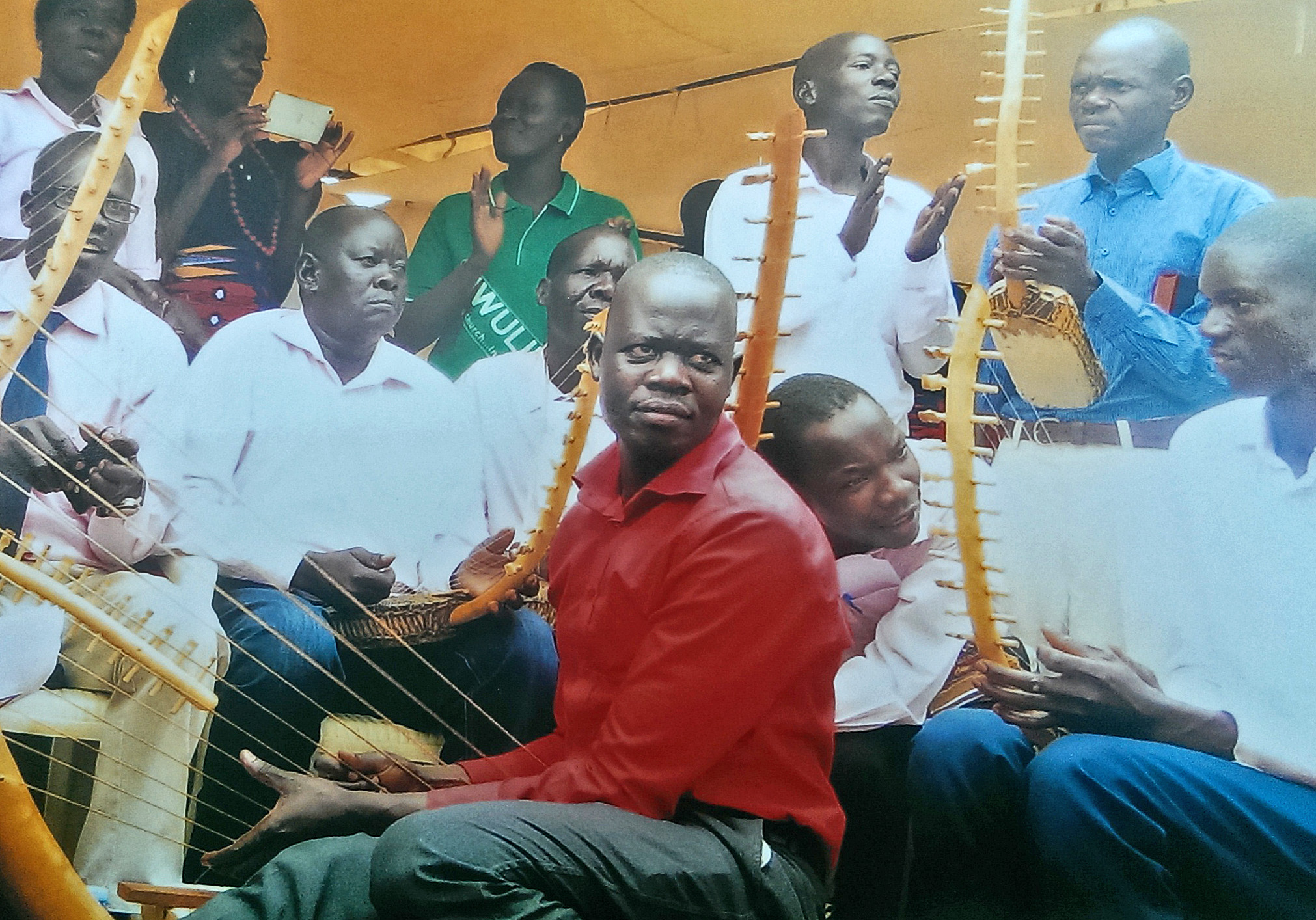
Orchestre d'adungus.

L'adungu est un instrument de musique à cordes pincées. C'est une harpe arquée utilisée par les Alur dans le Nord de l'Ouganda.